# Estadio Ciudad de Barcelos
Estadio Ciudad de Barcelos es un estadio de usos múltiples en Barcelos, Portugal. En la actualidad se utiliza sobre todo para los partidos de fútbol. Es el campo del Gil Vicente Futebol Clube, que juega en la Primera División de Portugal.
El estadio es capaz de mantener 12 046 personas y fue construido en 2004. El estadio se inauguró el 30 de mayo de 2004. El juego inaugural de Gil Vicente se vio perder contra Nacional de Montevideo de Uruguay por 2-1. Sustituyó al Estádio Adelino Ribeiro Novo, sede de Gil Vicente desde su creación en la década de 1920 hasta el año 2004. El estadio es de Categoría 3 en la UEFA, lo que permite la realización de los juegos europeos e internacionales que se jugarán allí.
Se celebraron dos partidos de la Eurocopa Sub-21 de 2006, Serbia y Montenegro 0-1 Alemania y Portugal 0-2 Serbia y Montenegro.

## Selección de fútbol de Portugal
El equipo nacional disputó un amistoso contra Canadá en este estadio.
| Amistoso; 26 de marzo de 2005 | Portugal                                                                      | 4:1 (2:0) | Canadá            | Estadio Ciudad de Barcelos, Barcelos |  |
|                               | Manuel Fernandes 8' · Pedro Pauleta 12' · Hélder Postiga 62' · Nuno Gomes 90' |           | Kevin McKenna 85' |                                      |  |